# Niels Juels Gade
Niels Juels Gade er en gade i Indre By i København, der går fra Holmens Kanal til Havnegade. Gaden ligger i forlængelse af Christian IV's Bro til Christians Brygge og indgår sammen med dem i Ring 2. Langs hele den sydlige side af gaden ligger Danmarks Nationalbank. På den nordlige side ligger der en række etageejendomme, der primært bruges til erhverv. Desuden ligger Nigers ambassade i gaden. Gaden er opkaldt efter søhelten Niels Juel (1629-1697).

## Historie
Gaden ligger i kvarteret Gammelholm. Området var indtil 1859 en del af Orlogsværftet men blev derefter bebygget med etageejendomme i 1860'erne og 1870'erne. I den forbindelse blev der anlagt ni nye gader, der overvejende blev opkaldt efter søhelte og teaterpersoner. Niels Juels Gade blev således opkaldt efter admiral Niels Juel (1629-1697) i 1864. Han ledede den danske flåde under den Skånske Krig og er især kendt for sin sejr i Slaget i Køge Bugt i 1677. I 1881 blev der opsat en statue af ham udført af Theobald Stein midt i krydset med Holmens Kanal.
På det sydlige hjørne af Niels Juels Gade og Holmens Kanal opførtes en beboelsesejendom efter tegninger af Theodor Sørensen i 1865-1866. Fra 1869 blev det imidlertid til Hotel Kongen af Danmark. Hotellet var velanskrevet med en hyggelig restaurant og mange faste beboere. Under Anden Verdenskrig gik det dog tilbage for hotellet, der efterhånden blev reduceret til et slags pensionat. Ved siden af på Holmens Kanal opførtes et nyt hovedsæde for Nationalbanken i 1865-1870. De fik imidlertid pladsmangel, så efter at have opført en tilbygning på hjørnet af Havnegade begyndte de at opkøbe de tilstødende ejendomme mellem Havnegade, Niels Juels Gade og Holmens Kanal. I første omgang blev de indrettet til kontorer, men tanken var på sigt at rive dem ned til fordel for en ny bankbygning.
I 1961 blev der udskrevet en arkitektkonkurrence om en ny bygning for Nationalbanken, der blev vundet af Arne Jacobsen. Da banken skulle være i funktion i hele byggeperioden, måtte byggeriet ske i etaper. Der startedes i nord i 1964, hvor blandt andet Hotel Kongen af Danmark forsvandt. Resten af den sydlige side af Niels Juels Gade blev også efterhånden ryddet, heriblandt Schultz Forlags bygning i nr. 10-12, som de havde opført i 1872. Den samlede Nationalbank stod færdig i 1978. Langs Niels Juels Gade ligger den femetages hovedbygning med sokkelmur i norsk marmor i stueetagen og mørktonet glas på de øvrige etager, som husene på den anden side af gaden spejler sig i. Indeni hovedbygningen er der to lysgårde med taghaver ovenpå stueetagen, så der kan komme dagslys ind i bygningen. Derimod er der ingen døre på denne side af bygningen, idet hovedindgangen ligger på Havnegade. Til gengæld står der en række træer langs med banken på Niels Juels Gade.

## Bebyggelse
På hjørnet af Holbergsgade og Niels Juels Gade opførtes Hotel l'Europe i 1870'erne. I modsætning til Hotel Kongen af Danmark på hjørnet overfor fik det dog ikke nogen lang levetid. I 1905 blev det købt af Østasiatisk Kompagni (ØK) og revet ned. I stedet opførtes en administrationsbygning efter tegninger af Gotfred Tvede i 1907-1908 med senere udvidelse af Harald Gad. Efter ønske fra ØK's grundlægger H.N. Andersen fik bygningen et østerlandsk skær. Bygningen blev udsat for schalburgtage i 1944 og udbrændte totalt. I 1946-1949 blev den genopbygget af Holger Jacobsen i samme stil men med tilføjelse af en ekstra etage. I dag holder dele af Danske Bank til i bygningen.
Nr. 5 er en femetages ejendom fra 1867 med en forholdsvis simpel facade. En flagstang afslører dog, at Nigers ambassade har til huse på første sal i bygningen. Nr. 7 er opført i 1870-1871. Den er dekoreret med en stor mængde pilastre og balustrader. Nr. 9-11 fra 1870 er dekoreret tilsvarende på den hvide facade. Nr. 13 er til gengæld holdt i en form for nyrenæssance med røde mursten og hvidt indrammede vinduer. Nr. 9-13 blev købt af ejendomsudvikleren Gefion Group i 2018. Hjørneejendommen Niels Juels Gade 15 / Havnegade 21 blev opført for forsikringsselskabet Søassurancen Danmark i 1870. Bygningen er primært holdt i røde mursten og med et afrundet hjørne.

## Beboere
Erik Ritzau, der grundlagde Ritzaus Bureau, boede i nr. 5 fra 1898 til sin død i 1903. Kongelig hoffotograf Leopold Albert boede i nr. 9 fra 1905 til 1908.